# Svartsjön (Öxabäcks socken, Västergötland)
Svartsjön är en sjö i Marks kommun i Västergötland och ingår i Ätrans huvudavrinningsområde.